# 센티널족
센티널족(Sentinelese)은 인도의 안다만 니코바르 제도에 속한 노스센티널섬에 사는 부족이다. 옹게계 부족들처럼 아프리카에서 6만 년 전에 건너온 인구의 직계 후손으로 추정되며, 현재 노스센티널섬에서 약 40명에서 500명 정도가 거주하는 것으로 추정되지만, 이들 스스로가 자신의 영토로 외부인이 들어오는 것을 거부하고 있어서 정확한 실태를 파악하기 힘들다.

## 개요
센티널인들은 외부인과의 접촉을 극단적으로 꺼리는 것으로 잘 알려져 있으며, 이는 19세기에 안다만 니코바르 제도를 실효지배하던 영국이 이곳에서 무력 행사를 했던 역사 때문에 그러는 것이라고 추정되나, 확실한 이유는 알 수 없다. 때문에 2004년 인도양 지진 해일로 인해 노스센티널섬 일대가 큰 피해를 입자 피해 규모를 조사하기 위해 인도군이 헬리콥터를 보내었으나, 센티널인들이 헬리콥터에 활을 쏘고 돌을 던져서 인도군의 입도에 대한 강력한 거부 의사를 밝혔다. 2006년에는 인도 국적의 어선이 좌초되어 안에 있던 두 명의 선원들이 이곳에 표류하자, 인도군이 구조하러 올 때까지 센티널인들이 이들의 상륙 요구를 거부하였다.
1990년에는 인도 정부에서 파견한 공무원들이 그들과 접촉하여 선물을 주었지만, 경계심이 강하고 언어가 통하지 않아 돌아왔다. 이때 밝혀진 센티널인의 주식은 해산물이었다. 결국 2005년에 인도 정부는 더 이상 이들에게 간섭하지 않겠다고 선언하였고, 노스센티널섬의 영유권만 행사하고 센티널인에게 주권을 이양한다고 밝혔다. 2016년 현재 인도 정부에 의해 노스센티널섬으로부터 반경 3마일(4.83km) 이내의 지역까지가 접근 금지 구역으로 선포되어 있고, 센티널인과의 모든 접촉이 전면 금지되어 있다. 인도 정부에서 제정한 법에 의하면 정부의 허가 없이 센티널인과 접촉을 시도할 경우 3년 이하의 징역에 처하게 되어 있다.

## 언어
센티널인들이 사용할 것으로 예상되는 센티널어는 인근의 옹게어나 자라와어와 같은 안다만 제어의 일원이라고 추측되고 있으나, 센티널인들이 외부인들과의 접촉을 극도로 꺼리고 있어서 상세한 조사는 사실상 불가능한 상황이다. 이 때문에 학계에서는 센티널어에 대한 분류를 보류하고 미분류 언어로 보고 있다.

## 같이 보기
- 북센티널섬
- 옹게족
- 안다만 제도
- 존 앨런 차우